# Quand un soldat
Quand un soldat est une chanson datée de 1952, écrite par Francis Lemarque, qui signe à la fois les paroles et la musique.

## La chanson
Elle fait partie de plusieurs chansons qu'Yves Montand, qui exprime ses choix sociaux depuis avril 1950 dans la presse communiste, inclut dans son répertoire entre janvier 1951 et mai 1953 car elles "témoignent de ses convictions". Il semble qu'elle ait été écrite par Francis Lemarque entre la fin 1951 et ce début 1952 où elle a été publiée aux éditions Métropolitaine. Selon Lemarque, elle a été "écrite chez Montand" à ce moment-là.
En janvier 1952, Francis Lemarque fait écouter à Yves Montand les premières strophes. Celui qu’on surnommera dans certaines sphères le « prolo chantant » à cause de ses convictions politiques de plus en plus affirmées, lui demande dans les instants qui suivent de la « terminer le plus vite possible ».
La première mouture achevée par Lemarque ne convainc pas entièrement Montand qui tique sur le dernier vers, jugé trop didactique : « Que les canons se taisent pour toujours ».
Ce vers sera aussitôt abandonné et modifié pour aller vers la forme définitive publiée en partition :
Quand un soldat revient de guerre il a  

Simplement eu d'la veine et puis voilà...
La chanson est alors rapidement travaillée en répétitions par Montand et son orchestre pour être jouée 48 heures plus tard sur la scène du Palais de la Mutualité. Mais son

## Avertissement du commandement de la Légion étrangère
La chanson est écrite moment où le commandement de la Légion étrangère "utilise" le chant comme "un moyen d’expression" à destination du Parti communiste et valide un "changement de programme" dans ses chants, avec une "première liste" proposée à la souscription en novembre 1950", ne retenant que des titres traditionnels, ensuite remplacés par "des chants nouveaux" d'une chorale sous la direction du capitaine Jean Hallo, promu depuis 1948, rédacteur en chef de Képi blanc, revue de la Légion étrangère, "destinés au marché métropolitain" et qui envoient donc "un message à ceux qui s’en prennent au corps expéditionnaire",. "Contre les Viets", vieux de 1948, devient "Contre les Rouges", et "La Rue appartient" fait référence à l'action politique en France. Le commandement de la Légion étrangère craint que les campagnes du PCF ne tarissent son recrutement étranger à la motivation déjà "considérée comme plus fragile", d'autant qu'une loi de 1950 vient selon elle d'aggraver les "difficultés du recrutement" car elle interdit aux Français appelés sous les drapeaux être employés ensuite en temps de paix sur des territoires où ils avaient combattu.
Selon l'historien Louis Chevalier, ces chansons sont perçues comme une "identification au tueur" par certains parachutistes, comme son frère, qui déplore que la presse grossisse "quelques minables faits divers, quelques incidents dans les villes de garnison, dans les ports" et les assimile à des voyous, fauteurs de trouble dans les bars ou voleurs de poule. Louis Chevalier cite en particulier une série d'articles dans Ouest France, dans plusieurs départements. Une mythologie des « paras déserteurs » s'était installée à Pigalle, depuis l'arrestation en octobre 1949 de 4 d'entre eux, casernés en Bretagne mais retrouvés dans hôtel de ce quartier parisien des music-hall, vivant "au crochet de filles".

## Contestation
Un critique des Nouvelles Littéraires le compare à « ces petits dockers que l’on observe sur le port de Gênes... automate au masque faunesque... ». Un spectateur hurle « Montand en Indochine » à la fin de la chanson, Montand réplique « Non, mon gars, merci... » » et enchaîne avec la chanson suivante. L'intolérance dont est victime Yves Montand est "proportionnelle à sa célébrité".
Pour créer un effet de surprise « attendu », tant par ceux qui partagent son engagement comme par ceux venus pour s’y opposer, elle démarre direct alors que les autres sont précédées par le nom des auteurs, permettant au chanteur d'être « porté » par la salle dès le 3e titre. La chanson devient ainsi un symbole de la résistance au maccarthysme à la française,, et gagne rapidement en popularité, devant un temps fort de sa série de récitals de 1953-1954 au Théâtre de l’Étoile de Paris. Une autre de ses chansons, "Le Flamenco de Paris", chantée à l'Odéon le 13 février 52, nécessite que la salle soit éclairée et un groupe de parachutistes réuni par l’avocat d’extrême-droite Biaggi profite de cette lumière pour déployer au premier rang L'Humanité, symbole selon eux de son inféodation au communisme. Un groupe  badigeonne ses affiches au goudron, et jette des boules puantes dans le théâtre,.
Il la chante à la Mutualité en février puis en novembre 1952 pour un gala de la Solidarité »,, ou a lieu début décembre un meeting "pour sauver de la chaise électrique Julius et Ethel Rosenberg" ou encore chez Renault au moment des grèves de 1952 et début 1953.
Le batteur Roger Paraboschi de l’orchestre d’Yves Montand se souvient d’un incident survenu à Lyon : « après le spectacle, les musiciens sont partis discrètement par derrière. Montand m’a demandé de sortir avec lui par la grande porte. Devant le théâtre attendaient des groupes de paras avec leurs bérets rouges. Il n’y avait que deux ou trois flics. Montand est sorti comme un seigneur, il a traversé la foule menaçante. Personne n’a osé broncher. »  La pièce suscite même des bagarres lorsque Montand la chante sur scène. On perturbe ses tours de chant, on le menace de mort.

## Censure
Par ailleurs, Montant refuse la proposition de chanter à l’Opéra de Paris s’il s’engage à la retirer de son tour de chant. La pièce est interdite de diffusion à la radio d'État,,,. Dès janvier 1952, une note des autorités réclamait son interdiction à la radio. La Mauvaise Réputation chanson de Georges Brassens sortie en 1952, est aussi interdite d'antenne à la RTF à sa sortie, le comité d’écoute qui réunit des personnalités et appose chaque semaine une pastille violette sur les disques censurés, car elle est prise comme "un cri d’opposition à la guerre".

## L'auteur
Le parolier et compositeur Francis Lemarque, au moment où il écrit ce texte, fait le point sur un parcours de vie jalonnée de faits historiques graves liés à la guerre et des luttes violentes. Ces faits marquants sont décisifs pour l'écriture de ces paroles, comme on peut le constater dans ce qui suit :
Francis Lemarque naît Nathan Korb dans une famille juive arrivée en France quelques années auparavant pour fuir les pogroms d'Europe de l'Est : son père, Joseph, juif polonais est tailleur pour dames et sa mère Rose est d'origine lituanienne. Il quitte cependant l'école dès 11 ans pour travailler à l'usine.
Vers 1934, Nathan et son frère intègrent le groupe Mars, lui-même issu du groupe Octobre, groupes affiliés à la Fédération des théâtres ouvriers de France et troupe de théâtre française d'agitprop. Au sein de ce groupe qui choisit de développer une culture d'avant-garde, les frères Korb créent un duo nommé les Frères Marc, sur les conseils de Louis Aragon. Le duo trouve en 1936, avec le Front populaire, l'occasion de chanter dans les usines et tous les lieux où la lutte ouvrière est en action et fait la connaissance de Jacques Prévert.
Avec l'arrivée de la guerre en juin 1940, la vie devient tout de suite plus difficile surtout pour une famille juive à Paris. Nathan est mobilisé et affecté comme « lieutenant-guitariste » aux activités musico-théâtrales de l'armée. En 1940, il décide de passer en zone libre et de s'installer à Marseille. Là, il rencontre Jacques Canetti, impresario, qui l'aide à continuer en solo sa carrière de chanteur sous le nom de Francis Lemarque. Il effectue quelques tournées en Afrique du Nord dont une semaine de récitals avec le guitariste gitan Django Reinhardt avant de revenir en métropole. S'ensuit la déportation de sa mère qui meurt à Auschwitz, il décide d'abord d'entrer dans la Résistance sous le nom d'emprunt de « Mathieu Horbet » : ce qui lui vaut d'être arrêté et emprisonné quelques mois. Il s'engage ensuite dans le douzième régiment de dragons renaissant de ses cendres et devient le Lieutenant Marc au sein d'un réseau de résistants.
Après la guerre, Francis Lemarque reprend ses tours de chant et chante dans des cabarets de Saint-Germain-des-Prés. L'année 1946 est décisive, deux événements marquent sa vie : il rencontre Ginny Richès qui devient son épouse, et Yves Montand sur une scène parisienne pour qui il se met à écrire en pensant à lui.
Quand il décide d'écrire ce titre en 1952, c'est donc en connaissance de cause, avec un passé complexe, chargé de références, articulé autour de la guerre, de faits d'armes et d'engagements. En parolier, poète et intellectuel, celui, qui a rencontré après le Front populaire, Jacques Prévert, prend donc position et choisit avec soin ses mots pour dire ce qu'il a sur le cœur, et ce qu'il pense de ces nouvelles guerres de colonies.
Partageant un certain nombre d'idées et de valeurs depuis plusieurs années, c'est tout naturellement qu'Yves Montand accepte de mettre en scène la chanson Quand un soldat dès février 1952, pour soutenir son parolier et son ami.
Elle sera enregistrée courant 1952 par Yves Montand accompagné de Bob Castella & ses rythmes. Mais il faudra attendre 1954, pour qu’elle figure sur le premier EP 45 tours médium de Francis Lemarque intitulée N°1. le petit cordonnier : la chanson y figure discrètement en fin de face « B » en guise de dernier titre.

## Contexte

### La guerre d'Indochine
La guerre d’Indochine se déroule de 1946 à 1954 en Indochine française et oppose les forces du Corps expéditionnaire français en Extrême-Orient (CEFEO) – soutenues à partir de 1949 (victoire communiste en Chine) et surtout 1950 (guerre de Corée) par les États-Unis –, de l'Armée nationale vietnamienne (créée en 1949), du Laos (indépendant à partir de 1949) et du Cambodge (indépendant à partir de 1953) aux forces du Viêt Minh nationaliste et communiste, soutenu par la Chine (à partir de 1949) et l'Union soviétique. Elle se conclut par la victoire du Viêt Minh, sous la conduite d'Hồ Chí Minh.

### Le contexte entre 1952 et 1953 sur place
En 1952, l’Armée populaire vietnamienne lançait des attaques contre les fortins de la « ligne de Lattre » derrière laquelle s'étaient retranchées les troupes françaises. Tout en continuant les coups de main et les embuscades, l’armée populaire s'est retirée pour se préparer à des opérations sur une plus grande échelle. Le général Dwight Eisenhower devint président des États-Unis en 1953 ; il fut le premier à avancer la « théorie des dominos », et continua à soutenir la défense de l'Indochine contre le communisme.
De son côté, la menace sur les centres importants étant écartée, le général Salan entreprit de prendre l'initiative. Il lança une série d'offensives, et ne connut guère de défaites tactiques, mais le CEFEO devait systématiquement se replier faute de moyens et d'avoir pu porter un coup décisif.
Le général Navarre rapportait au gouvernement français qu’il n’y avait pas de possibilité d’une victoire militaire étant donné la faiblesse des moyens du CEFEO, mais promit une grande offensive avec l’opération Castor, lancée en novembre 1953 : il s'agissait d'occuper l’ancienne piste d’aviation japonaise de Diên Biên Phu pour verrouiller le passage au Laos de l’Armée populaire vietnamienne, afin de permettre à la France de négocier à Genève la fin de la guerre en position de force. Ce fut le prélude à la bataille de Dien Bien Phu, perdue au bout de 57 jours au printemps 1954.

### La guerre vue de la métropole française
Le manque d'enthousiasme pour cette guerre était évident. L'opinion publique acceptait mal son coût en argent et en hommes pour une terre aussi lointaine au moment où le rationnement était encore de rigueur (du moins avant 1949) en métropole.
Il s'ensuit des actions très diverses avec notamment :
- Manifestations et blocage de trains de munitions en partance pour l'Indochine par des communistes, sabotage de munitions et propagande pacifiste active (conflit surnommé « La sale guerre »)
- Affaire des Généraux (rapport Revers) de 1949-1950
- Affaire Henri Martin de 1950-1953 ou protestation et emprisonnement de Raymonde Dien[26].
- La chanson Quand un soldat de Francis Lemarque censurée en 1953[27].

## Signification et contestation des paroles
La chanson conteste la politique du pouvoir en place en 1952, qui poursuit la guerre d'Indochine, jugée inutile et perdue d'avance. Ses partisans jugent eux les paroles défaitistes et anti-militaristes. Moins irrévérencieuses que celles de La Chanson de Craonne, les paroles résument bien le ressenti général de la population française, qui après 1945, croyait en avoir terminé avec la guerre.
L'image du guerrier qui peut espérer finir décoré et monter en grade, souvent à titre posthume, y est battue en brèche, dans la dernière strophe, concluant sur l'amer constat que celui qui revient, a « simplement eu d'la veine », expression issue du langage populaire: le soldat doit s'en remettre à sa bonne étoile et ce ne sont pas des décisions militaires qui changeront quelque chose.
Plus grave, selon ses détracteurs, la chanson conteste le devoir national de « verser son sang pour la patrie» et sous-entend que la guerre rend triste, qu'elle ne vaut pas l'amour de ses proches, les chansons et les fleurs.
Par dérision, certains soldats du corps Expéditionnaire Français en Indochine, en particulier des jeunes officiers parachutistes pendant leurs "virées" à Hanoï détourneront la chanson en réécrivant ses paroles. Cela donnera : 
« Quand un para s'en va en guerre, il a
Dans sa musette au lieu d'un poulet froid
Quand un para s'en va en guerre il a
Dans sa musette une FOM 103. »
Standard de la chanson « engagée », chanson antimilitariste, Quand un soldat est contemporaine du Soudard de Jean-Claude Darnal et annonce Le Déserteur de Boris Vian.

## Censure
La censure intervient en 1953 à un moment où l'armée française très engagée sur la guerre d'Indochine est dans une mauvaise passe face à la guérilla livrée par les populations locales contre les forces françaises, qui connaissent des  problèmes en hommes et en moyens. Ces faits seront suivis de la défaite de la France en 1954.
Deux titres sont particulièrement visés à cette époque : Quand un soldat et Le Déserteur de Boris Vian sorti en 1954.
Cependant, le 2 août 1953, Henri Martin pourtant condamné à 5 ans d'emprisonnement le 20 octobre 1950, « pour propagande hostile à la guerre d'Indochine » sera libéré sous la pression des militants et des intellectuels de gauche.

## Revers de médaille
En 1981, Francis Lemarque reçoit le grand prix de la Chanson française de l'Académie Charles-Cros, qui lui est remis par le ministre de la Culture de l'époque Jack Lang.
En avril 1992, Francis Lemarque est nommé chevalier de la Légion d'honneur : il est décoré le jour de son 75e anniversaire le 25 novembre au Balajo, rue de Lappe, par le ministre de la Culture Jack Lang.
Ces distinctions remises lors de changements de majorité présidentielle, mettent en lumière les différences de point de vue politique que la gauche de l'époque, socialistes et communistes, partageait face au pouvoir en place en 1953. On peut y voir ici une façon de réaffirmer son opposition aux censures de l'époque et de réparer ce que certains considéraient comme injuste.

## Ses interprétations

### Sur scène en tour de chant
- dès 1952 = Yves Montand
- pour Francis Lemarque (pas de datation connue)

### en enregistrement publié
- 1952 : Yves Montand accompagné par Bob Castella Et Ses Rythmes ∫ EP Disque Odéon 78 RPM - Odeon 282.577 et  7 MO 1034
- 1953 : Yves Montand chante ses dernières créations ∫ LP Disque Odéon - Odeon OS 1007
- 1954 : Francis Lemarque - 1 - Le Petit Cordonnier ∫ EP 45 Disque Polydor - Polydor medium 576.001
- 1956 : Francis Lemarque - 1 - Le Petit Cordonnier ∫ EP 45 Disque Fontana - Fontana medium 460.504 ME
- 1960 : Je Soussigné Yves Montand ∫ LP Disque Odéon – Odeon OSX 177 M
- 1968 : Les Francs Garçons - Quand Un Soldat ∫ EP 45 RPM CBS France - CBS Série Gemini – 3377
- 1991 : Chanson plus bifluorée sur l'album Chanson plus bifluorée à l'Européen

La version enregistrée par Francis Lemarque réapparaitra ensuite tardivement sur une compilation en 1977.
- 1977 : Grands Succès (compilation) ∫ 2 LP Disque Meys - Meys 528215